# Албания на «Тюрквидении»
Албания на конкурсе песни тюркского мира «Тюрквидение» участвует с 2014 года. Лучший результат Албания показала на конкурсе песни «Тюрквидение-2015», проходившем в Стамбуле (Турция). Тогда страну представлял дуэт из Джоаны Бейко и Висара Реджепи с песней «Adı hasret», занявший восьмое место. Худший результат был показан в Казани на «Тюрквидении-2014», когда Джоана Бейко заняла 19-е место в полуфинале. За всю историю своего участия Албания не проходила в финал лишь один раз.

## История

### «Тюрквидение-2014»
24 октября 2014 года было объявлено, что Албания официально дебютирует на конкурсе 2014 года, который состоится в Казани, а на следующий день было подтверждено, что Джоана Бейко (более известная как Джой) представит страну. Однако позже ходили слухи, что Албания не примет участие в конкурсе, так как на официальном сайте «Тюрквидения» были удалены все упоминания о стране. 12 ноября 2014 года Джой подтвердила, что Албания всё-таки примет участие и представила конкурсную песню «Zjarr dhe ajër», которая позднее была частично переведена на турецкий язык для конкурса и переименована в «Hava ve Ates». В полуфинале, состоявшемся 19 ноября 2014 года, Джой заняла 19-е место с 154 баллами и не прошла в финал.

### «Тюрквидение-2015»
10 сентября 2015 года был опубликован список стран-участниц конкурса 2015 года, где Албания не значилась. Однако 7 ноября 2015 года было подтверждено, что Албания примет участие в конкурсе второй год, а также Джой Бейко и Визар Реджепи представят страну. Их конкурсная песня «Adı hasret» была представлена 14 ноября. На конкурсе они заняли восьмое место, набрав 154 балла, что является лучшим результатом Албании на конкурсе на данный момент.

### «Тюрквидение-2020»
Изначально Албанию на конкурсе 2020 года должна была представлять Ронела Штефа с песней «Zjarr», однако по неизвестным причинам певица отказалась от участия и была заменена Илире Исмайли с композицией «Përsëri». На конкурсе она набрала 171 балл и заняла 19-е место.

## Участие
| Год                                      | Место проведения | Исполнитель                | Песня          | Язык                | Перевод            | Финал     | Финал     | Полуфинал          | Полуфинал          |
| Год                                      | Место проведения | Исполнитель                | Песня          | Язык                | Перевод            | Место     | Баллы     | Место              | Баллы              |
| ---------------------------------------- | ---------------- | -------------------------- | -------------- | ------------------- | ------------------ | --------- | --------- | ------------------ | ------------------ |
| 2014                                     | Казань           | Джой Бейко                 | «Hava ve Ates» | Турецкий, албанский | «Огонь и воздух»   | Не прошла | Не прошла | 19                 | 154                |
| 2015                                     | Стамбул          | Джой Бейко и Висар Реджепи | «Adı hasret»   | Турецкий            | «Общее стремление» | 8         | 154       | Полуфинала не было | Полуфинала не было |
| С 2016 по 2019 год конкурс не проводился |                  |                            |                |                     |                    |           |           |                    |                    |
| 2020                                     | Стамбул          | Илире Исмайли              | «Përsëri»      | Албанский, турецкий | «Назад»            | 19        | 171       | Полуфинала не было | Полуфинала не было |
| В 2021 году конкурс не проводился        |                  |                            |                |                     |                    |           |           |                    |                    |

## Голосование

### Список членов жюри
| Год  | Член жюри   |
| ---- | ----------- |
| 2014 | Авни Кяхили |
| 2015 | Авни Кяхили |
| 2020 | Авни Кяхили |